# Lennart Forstén

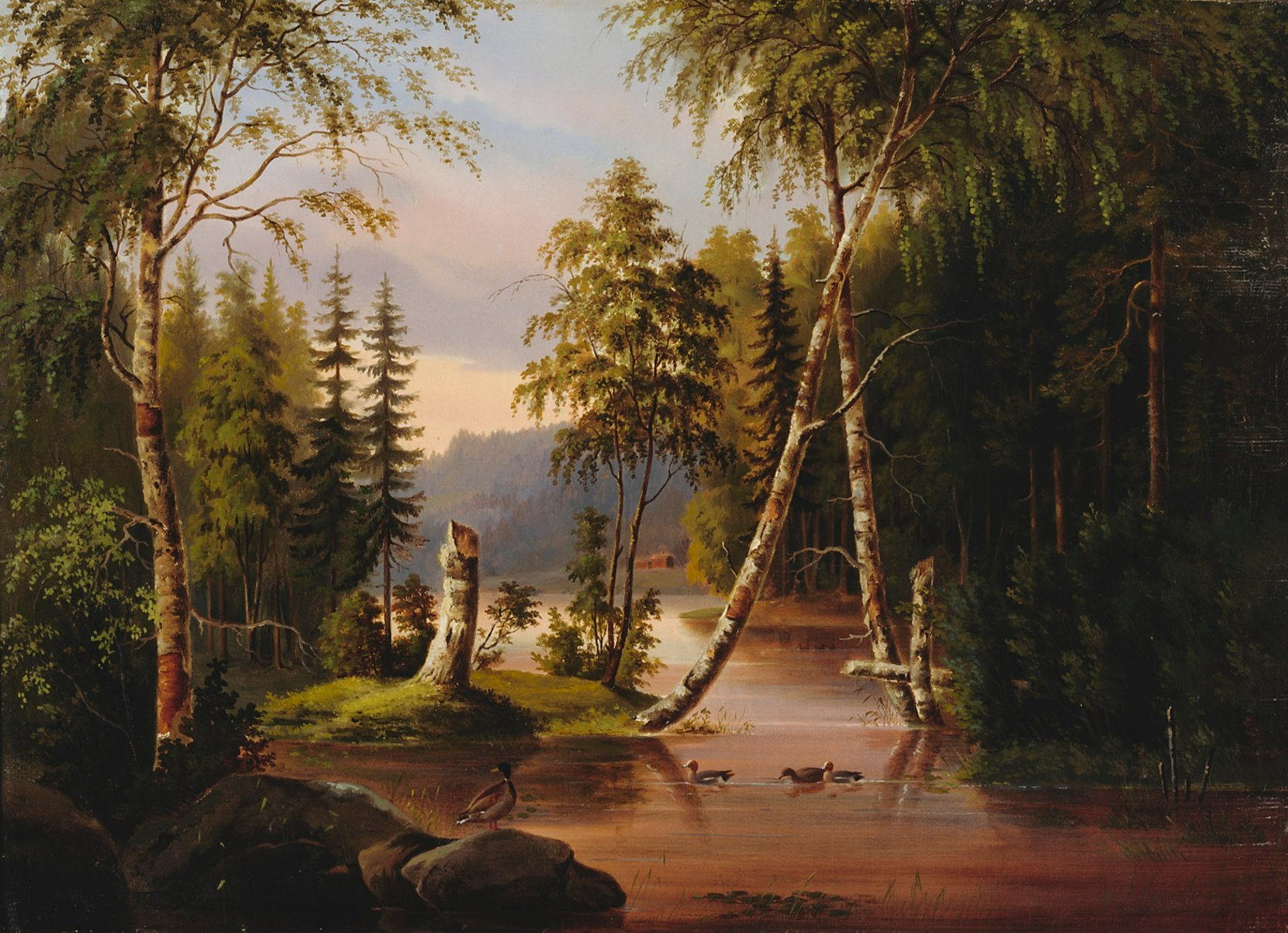
Landskapsmålning,
Niemisjoki i Pielavesi socken

Berndt Lennart Forstén, född 9 augusti 1817 i Kuopio, död 27 februari 1886 i Helsingfors, var en finländsk målare, grafiker och poet.
Lennart Forstén var ett av åtta barn till Carl Gabriel Forstén och Maria Charlotta Molander, dotter till biskopen Johan Molander och syster till Aurora Fredrika Järnefelt. Han var tvillingbror till poeten Torsten Wilhelm Forstén. Han utbildade sig på Finska konstföreningens ritskola. Hans första separatutställning var 1847.
Som poet debuterade Lennart Forstén med 14 dikter i samlingen Finska kadetter' 1846. Till samma diktsamling bidrog hans tvillingbroder Torsten Wilhelm Forstén med 13 dikter. Han bidrog också till Lärkan 1845 och Necken 1847 och 1849. 
Han var gift med Fredrika Carolina Adelaide Alfonsine Stjernvall. Paret hade sex barn.